# A Coruña
A Coruña (în galiciană A Coruña, în spaniolă La Coruña) este un oraș în provincia A Coruña, din comunitatea autonomă Galicia, Spania. Are o populație de 243 349 locuitori și suprafață de 36,8 km².

## Personalități născute aici
- Gérard Encausse (1865 - 1916), medic, filozof, ocultist;
- Ramón Menéndez Pidal (1869 - 1968),  filolog și istoric literar;
- Salvador de Madariaga (1886 - 1978), diplomat, scriitor;
- Fernando Rey (1917 - 1994), actor;
- Luis Suárez Miramontes (1935 - 2023), fotbalist;
- Amancio Amaro (1939 - 2023), fotbalist;
- Rosalía Mera (1944 - 2013), femeie de afaceri;
- Mario Casas (n. 1986), actor;
- Lucas Vázquez (n. 1991), fotbalist.